# Civita
Civita är en ort och kommun i provinsen Cosenza i regionen Kalabrien i Italien. Kommunen hade 912 invånare (2017).